# Stelis hirtzii
Stelis hirtzii är en orkidéart som beskrevs av Carlyle August Luer. Stelis hirtzii ingår i släktet Stelis och familjen orkidéer. Inga underarter finns listade i Catalogue of Life.